# Dobrogost Ostroróg (zm. 1478/1479)
Dobrogost Ostroróg herbu Nałęcz (ur. ok. 1400, zm. 1478/1479) – kasztelan kamieński 1443–1467 oraz gnieźnieński 1468–1478, także starosta ostrzeszowski, poseł do sułtana Amurata w 1440 roku z oznajmieniem, że Władysław III Warneńczyk jest już królem Węgier.

## Życiorys
Był najmłodszym z synów Sędziwoja i jego żony Barbary.
Był sygnatariuszem i gwarantem aktu pokoju toruńskiego 1466 roku. Był właścicielem wielu dóbr w okolicach Lwówka i Trzciela, były to m.in. Ostrzeszów, Konin, Pakosław, pół Bukowca, część Głuponi, pół Pniew (w zastawie), Wierzenica, Rakownia, Kobylnica i Pławno.